# スミソニアン天文台星表
スミソニアン天文台星表（てんもんだいせいひょう Smithsonian Astrophysical Observatory Star Catalog）は星表の一つ。SAOと略されることが多く、一般的にSAO星表と呼ばれている。
同観測所が1966年に発表しており、258,997個の恒星についての精密な特徴が編纂されている。当時の元期は西暦1950年(B1950.0)のもの。電算機を使用し、短期間で編纂した。
このカタログは幾つかの星表を元にして編纂されている。9等星までの恒星に関する事項が表されており、1900～1930間の星の移動から既知の固有運動を記しておりこれが特徴である。このため固有運動の情報が必要な用途でしばしば使われる。9等星までの星を対象としているためにHD星表と重複している恒星も多い。
SAO星表の中で表される星の名称はSAOxxxxxxといったように、文字どおりSAOで始まり6桁の番号が振られている。番号は赤緯を北から10度ずつの18段階の帯にわけ、この中で経度順に番号を振っている。
SAO最新版の測定元期はJ2000.0。このため、過去の1900～1930年の際のデータとは精確性が異なり、固有運動の正確性に誤差もあると考えられる。データをインターネットで入手できるため、星表の中では比較的広範に使用されている。最新版には HD星表と BD星表との相互参照が付いていてこれも有用である。